# Лара Мехніг
Лара Мехніг (25 лютого 2000) — ліхтенштейнська синхронна плавчиня.
Учасниця Олімпійських Ігор 2020 року, де в змаганнях дуетів посіла 17-те місце.